# 竹花ノート
竹花 ノート（たけはな ノート、6月17日 - ）は、日本のイラストレーター、キャラクターデザイナー、バーチャルYouTuber、同人作家。

## 概要
同人サークル「青色clip」主宰。
東京理科大学を卒業した後、アミューズメントメディア総合学院を2017年に卒業。イラストレーターとしてはフリーランスで仕事を受けているが、株式会社いろはにぽぺとにも所属している。

ライトノベルの挿絵やソーシャルゲーム・トレーディングカードゲームのイラスト、バーチャルYouTuberのキャラクターデザインなどを中心に活動している。

バーチャルYouTuberがブームとなったのを受けて2018年6月から自身がデザインしたキャラクターのLive2Dを用いてYouTubeでの配信活動を開始した。2019年4月に行ったクラウドファンディングの成功を経て3Dモデルの制作を行った。配信活動開始当初は所謂ゲーム実況やコラボ企画といった活動を行っていたが、3周年となる2021年6月からは活動方針を変更しイラストの添削配信や技術について説明する動画の投稿などをメインコンテンツとするようになった。

## 作品

### 小説挿絵
- 異世界から能力そのままに勇者が戻ってきました。[7]（著：遠野九重、レッドライジングブックス）
- 俺だけ入れる隠しダンジョン 〜こっそり鍛えて世界最強〜[2][8]（著：瀬戸メグル、Kラノベブックス）
- 調教師は魔物に囲まれて生きていきます。[2][9]（著：七篠龍、アース・スターノベル）
- とってもバブみなあまえ神ちゃん![10][11]（著：遠野渚、美少女文庫）
- 狐に嫁入り 九尾の玉藻様と新婚生活[12][13]（著：ほんじょう山羊、美少女文庫）
- 最高の二次元嫁とつきあう方法[14]（著：芦屋六月、電撃文庫）
- ちびっこ賢者、Lv.1から異世界でがんばります![15]（著：彩戸ゆめ、ファミ通文庫）
- 私立幼なじみ学園 いちゃらぶ学科で恋愛チャレンジ![16]（著：番棚葵、MF文庫J）
- 平穏を望む魔導師の平穏じゃない日常 〜うちのメイドに振り回されて困ってるんですけど〜[17]（著：笹塔五郎、アース・スターノベル）
- 古竜なら素手で倒せますけど、これって常識じゃないんですか?[18]（著：羽田遼亮、Mノベルス）
- 素直になれたら廃ゲーマーな妹でもかまってくれますか?[19]（著：落合祐輔、講談社ラノベ文庫）
- 私、聖女様じゃありませんよ!? 〜レベル上限100の異世界に、9999レベルの私が召喚された結果〜[20]（著：月島秀一、ダッシュエックス文庫）
- 僕の部屋がダンジョンの休憩所になってしまった件 放課後の異世界冒険部[21]（著：東国不動）
- ポーション売りの少年 〜彼のポーションは実はなんでも治す伝説のエリクサーでした〜[22]（著：空野進、ダッシュエックス文庫）
- この行く道は明るい道[23]（著：ナハァト、アース・スターノベル）
- 反撃のアントワネット！ 「パンがないなら、もう店を襲うしかないじゃない……っ！ 」 「やめろ！」[24]（著：高樹凛、電撃文庫）
- 武器職人のスローライフ ウチの看板娘は、武器に宿った最強精霊です。[25]（著：八茶橋らっく、BKブックス）
- インフルエンス・インシデント[26][27]（著：駿馬京、電撃文庫）
- 双黒銃士と銀狼姫[28]（著：倖月一嘉、講談社ラノベ文庫）
- 転生したら才能があった件 〜異世界行っても努力する〜[29]（著：けん、Mノベルス）
- レベル0の無能探索者と蔑まれても実は世界最強です 〜探索ランキング1位は謎の人〜[30]（著：御峰。、電撃文庫）
- 俺が告白されてから、お嬢の様子がおかしい。[31]（著：左リュウ、HJ文庫）
- ただの門番、実は最強だと気づかない〜貴族の子弟を注意したせいで国から追放されたので、仕事の引継ぎをお願いしますね。ええ、ドラゴンや古代ゴーレムが湧いたりする、ただの下水道掃除です〜[32]（著：今慈ムジナ、サーガフォレスト）
- お狐様にお願い!〜廃村に残ってた神様がファンタジー化した現代社会に放り込まれたら最強だった〜[33]（著：天野ハザマ、TOブックス）
- 異世界帰りの勇者先生の無双譚 〜教え子たちが化物や宇宙人や謎の組織と戦ってる件〜[34]（著：次佐駆人、オーバーラップ文庫）
- デレたい彼女の裏表[35]（著：五月蒼、GCN文庫）

### コンピュータゲーム
- 千年戦争アイギス (闇霊使いクラリーチェ、鷹目の偵察兵ミリアム、帝国鍛冶師グラティア[36]、恋の索敵作戦ミリアム[37]、夏空の鍛冶師グラティア[38])
- ジェミニシード (ラウラ、アイリ、ミシェル、フレグレア、フレグレア【新春】、アイリ【追憶】、ミシェル【温泉】[39]、フレグレア【Vt】[40])
- マギアレコード 魔法少女まどか☆マギカ外伝[41]（メモリアイラスト:興奮冷めて晴天）
- アズールレーン[42]（ゲストイラスト:ベルファスト）
- RELEASE THE SPYCE secret fragrance[43]（ゲームオリジナルキャラクターデザイン:宗近 飛粋 他多数[44]）
- グリムエコーズ（鬼姫[45] 、赤ずきん[46] ）
- 要塞少女（エヴァンジェリン[47]、リヴェッタ[48]、リヴェッタ（水着）[49]、アイリーン[50]、セリス[51]、エヴァンジェリン【紅蓮】[52]）
- あいりすミスティリア!〜少女のつむぐ夢の秘跡〜[53] (応援イラスト:アシュリー)
- 東方LostWord[54]（絵札イラスト 宇佐見蓮子&マエリベリー・ハーン）
- 東方スペルバブル[55]（鈴仙・優曇華院・イナバ）
- ブレイブソード×ブレイズソウル (冷たく輝くアルマース[56]、ベルリネッタ[57])
- アンジュ・リリンク(ミルドレッド【魔女王のドレス】[58] 、ミルドレッド【ロイヤルメイド】[59] )

### アニメ
- 世話やきキツネの仙狐さん (第7話エンドカード[60])
- 生放送アニメ 直感×アルゴリズム♪[61]（3rdシーズンキャラクターデザイン）
- 俺だけ入れる隠しダンジョン[62]（キャラクター原案、第12話エンドカード[63]）
- ぶらどらぶ(『ぶらどらぶ』×『生放送アニメ 直感×アルゴリズム♪』コラボキービジュアル・エンドカード[64][65])

### メディアミックス
- 温泉むすめ[66]（キャラクター原案、指宿絵璃菜）

### バーチャルYouTuber・配信活動者等デザイン
- 静凛 (にじさんじ/ANYCOLOR株式会社)[67]
- 家長むぎ (にじさんじ/ANYCOLOR株式会社)[67]
- 雪城眞尋 (にじさんじ/ANYCOLOR株式会社)[68]
- しあ
- ちくわ[67]
- 風宮まつり[69][67]
- 柊椋 (Live2Dデザイン)[67]
- ヒヅキミウ (WACTOR)[67][70]
- ミツルギリア (初期デザイン)(WACTOR)[71][72]
- しろねこ亭ねこすけ (新デザイン、2020年3月～)[73]
- 美波七海 (Charact/合同会社ライブカートゥーン)[74]
- 美波八海 (Charact/合同会社ライブカートゥーン)[75][76]
- ALICE in The VIRTUAL PROJECT (いろはにぽぺと)[77][78]
- RUI (らいとあっぷ/コネクトネットワーク株式会社)[79][80]
- TOCORO十[81]
- 雨音歌恋 (Tinsgoo-Project)[82]
- YUMEADO VANQUISH (タンバリンアーティスツ)[83][84]
- 怪盗シャノン
- 姫栗むと (VVorks/株式会社エンカウンター)[85]
- 月色アルミ (VVorks/株式会社エンカウンター)[86]
- 徒花院紅Beni[87]
- ふくやマスター (新デザイン、2022年9月～)[88]
- 春野すみれ[89][90]
- 葉月宙[91][90]
- 魔六あう[92][90]
- 佐鳥ネオン (ゴー・ラウンド・ゲーム(ごらんげ)/株式会社バンダイナムコエンターテインメント・株式会社バンダイナムコ研究所)[93]
- 羽形モモ (JR博多シティ)[94][95]
- 牛野るむ[96]
- 神崎みずき (Star⭐︎tune/株式会社404project)[97]
- 雪衣さーぺん (Qooo!!/株式会社CHET Marketing)[98]
- 如月ノイズ (Vsinger事務所muuNa)
- AMPTAKxCOLORS (アンプタックカラーズ)
- プリティフルフェイス (有依アリノ&夜宵乃ヨイ)
- 一条ココナッツ[99]
- 五穣みずき (エアリープロダクション)[100]
- ニコ・ニコリ (TRIVE)[101]
- 天翔ドラコ (あかしっくぷろだくしょん)[102]
- 如月ルナ (Star★tune/株式会社404project)[103]
- 紫ノ愛ヨミ (ライステ！-livelystage-)[104]
- 姫守ほたる (LuminariaProduction -るみぷろ-/株式会社エルツリー)

### トレーディングカードゲーム
- バトルスピリッツ (フォーミュリア・エグゼシータ[105][106][107][108])
- Reバース for you (十六夜咲夜[109]、幻世「ザ・ワールド」[110]、#とめてみろホロライブ[111]、Dream![112])

## その他活動
- アドビ短期集中ゼミ [113][114]
- FUN'S PROJECT COLLEGE [115](竹花ノート イラストメイキングコース)
- パルミー [116](VTuberキャラクターデザイン実践講座)
- VRoid Studio [117](アバターウェア「Another Storyコーデ」)
- マツコ会議出演 (日本テレビ系列 2019年2月16日[118])
- アミューズメントメディア総合学院特別講義[119]・ゲスト講師 (2020年7月5日[2] 2021年7月18日[120]2023年3月12日[121])
- EIZOイラストコンテスト[122] (テーマ「秋」メインビジュアル・審査員)
- ルネサンス デザイン・美容専門学校 イラストレーション科 オープンキャンパス ゲスト講師[123]
- 絵師100人展13(2023年4月29日)[124]14(2024年4月27日)[125]
- 東京コミュニケーションアート専門学校 特別講義(2024年3月24日)[126]